# Gradina (Virovitica-Podravina)
Pour les articles homonymes, voir Gradina.
Gradina est un village et une municipalité située dans le Comitat de Virovitica-Podravina, en Croatie. Au recensement de 2001, la municipalité comptait 4 485 habitants, dont 85,60 % de Croates et 9,70 % de Serbes ; le village seul comptait 972 habitants.

## Localités
La municipalité de Gradina compte 11 localités :
| - Bačevac - Brezovica - Budakovac - Detkovac - Gradina - Lipovac | - Lug Gradinski - Novi Gradac - Rušani - Vladimirovac - Žlebina |